# خيسوس توريس (دراج)
خيسوس توريس (بالإسبانية: Jesús Torres)‏ هو دراج فنزويلي، ولد في 30 أغسطس 1954.

## وصلات خارجية
- خيسوس توريس على موقع أرشيف الدراجات (الإنجليزية)
- خيسوس توريس على موقع إحصائيات الدراجات الإحترافية (الإنجليزية)
- خيسوس توريس على موقع أوليمبيديا (الإنجليزية)